# 稲村隆一
稲村 隆一（稻村隆一、いなむら りゅういち、1898年3月7日 - 1990年11月20日）は、日本の農民運動家、政治家、衆議院議員（4期）。政治家の稲村順三は弟、稲村稔夫は甥。

## 来歴・人物
北海道虻田郡喜茂別町出身。
1918年北海中学校（旧制）、1923年早稲田大学政治経済学部卒業。
早稲田大学在学中から建設者同盟に参加、その後農民運動に入った。その間日本共産党に入党し、1926年に労働農民党に入党。
1928年の三・一五事件で検挙された後、社会大衆党に移った。
1937年に新潟県日本農民連盟を結成し、皇国農民連盟と連携を図った。
1940年に東方会、石原莞爾の東亜連盟運動にも参加。戦後、日本社会党に入ったが、公職追放を受けた。
1955年、弟の稲村順三の死を受けて第27回衆議院議員総選挙に旧新潟3区から補充立候補し、弔い選挙で当選。
1958年の第28回衆議院議員総選挙で落選するが、1960年の第29回衆議院議員総選挙から3連続で当選。1969年まで日本社会党所属の衆議院議員を務めた（通算4期）。
社会党左派として陣を張り、党中央執行委員や北海道開発特別委員会委員長なども務めた。その間も、中越共同印刷社長、日ソ親善協会理事長などを歴任し、1976年印刷センター社長に就任した。
1970年春の叙勲で勲二等瑞宝章を受章するも、1978年に笹川良一（日本船舶振興会会長）の勲一等瑞宝章受章に抗議するため返上、笹川については個人的に知らないとしつつ、ギャンブルは社会悪の根源であり、その組織の長を叙勲することについての批判を行った。
1990年11月20日、死去した。92歳没。

## エピソード
- 北海中学校時代に浅羽靖を偲ぶ「牛追会」を、川俣清音、野呂栄太郎と共に結成。また、川俣と共に北中弁論部に所属していた。
- 新東京国際空港（現成田国際空港）の一坪共有地の名義人の1人であった[5]。

## 主要著書
- 『農民運動の経済的並に政治的基礎』（二松堂書店、1927年）
- 『日本に於ける農業恐慌』（稲村順三と共著、白揚社、1931年）
- 『日本農村社会史』（日本農村社会史刊行会、1969年）

など、特に農村問題に関する書籍が多数ある